# Callopistes
Callopistes – rodzaj jaszczurek z rodziny tejowatych (Teiidae).

## Zasięg występowania
Rodzaj obejmuje gatunki występujące w Ekwadorze, Peru i Chile. 

## Systematyka

### Etymologia
- Callopistes: gr. καλλος kallos „piękno”, od καλος kalos „piękny”[7]; ὄπισθεν opisthen „z tyłu, w tyle”[8].
- Aporomera: gr. απορος aporos „bez otworów”; μηρος mēros „udo”[3]. Gatunek typowy: Aporomera ornata A.M.C. Duméril & Bibron, 1839 (= Callopistes maculatus Gravenhorst, 1838).
- Tejovaranus: zbitka wyrazowa nazw rodzajów: Tejus Schinz, 1822 oraz Varanus Merrem, 1820[4]. Gatunek typowy: Tejovaranus branickii Steindachner, 1877 (= Aporomera flavipunctata A.M.C. Duméril & Bibron, 1839).

### Podział systematyczny
Do rodzaju należą następujące gatunki: 
- Callopistes flavipunctatus (A.M.C. Duméril & Bibron, 1839)
- Callopistes maculatus Gravenhorst, 1838